# Montes Apenninus

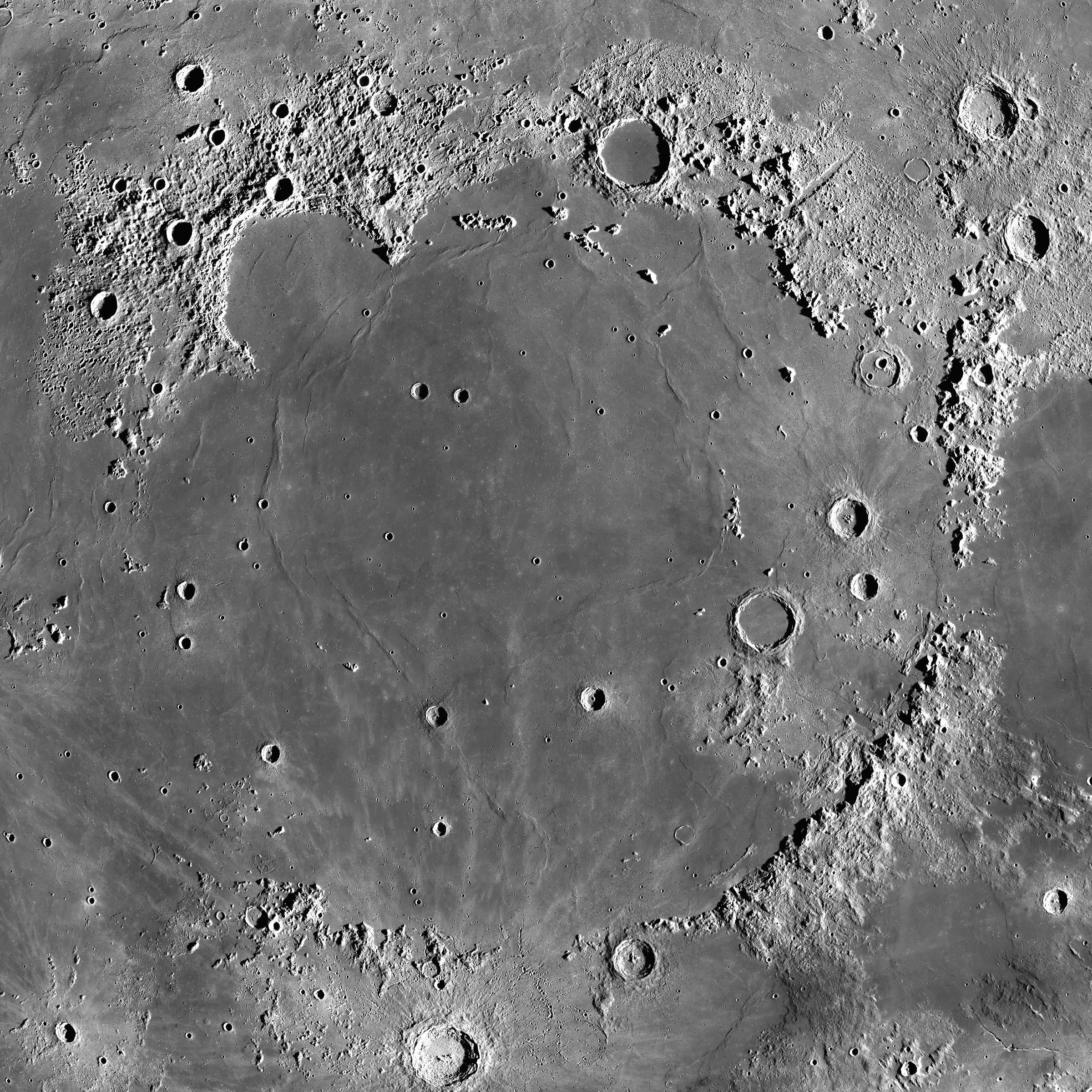
Vista general del Mare Imbrium, con los Montes Apenninus abajo a la derecha.

Los Montes Apenninus (Montes Apeninos) son una cordillera situada en la parte norte de la cara visible de la Luna, bautizada en alusión a los Montes Apeninos en Italia. La cadena montañosa, que es la más importante del satélite, se encuentra al sur de los Montes Alpes y tiene una longitud de casi 600 km, y su cumbre más alta es el Mons Huygens, con 5500 m de altitud.

## Descripción
Los Montes Apenninus forman el límite suroriental del Mare Imbrium y el noroccidental de la región de la meseta de Terra Nivium, y están situados inmediatamente al este del cráter Eratosthenes. Al oeste de los Montes Apenninus se encuentra una estrecha abertura que une el Mare Imbrium con el Mare Insularum, al sur. Más al oeste, se encuentran los Montes Carpatus.
Desde el cráter Eratosthenes, los Apeninos lunares se observan en forma de una cadena que gradualmente se arquea de este a noreste, terminando en el Promontorium Fresnel, a latitud 29.5° N. Aquí hay otra abertura, donde el Mare Imbrium, al oeste, se une al Mare Serenitatis, al este. En la parte norte de esta brecha se encuentran los Montes Caucasus.
Los Montes Apenninus junto con los Montes Carpatus y los Montes Caucasus constituyen algunos de los fragmentos supervivientes del anillo exterior, de un conjunto original de tres, formados por el impacto que causó la formación de la cuenca del Mare Imbrium hace unos 3850 millones de años.
El nombre de Montes Apeninos se lo dio el astrónomo polaco Johannes Hevelius (1611-1687), siendo aprobado por la Unión Astronómica Internacional en 1961.

## Montañas
Los Montes Apenninus cuentan con varias montañas bautizadas con los nombre de (de este a oeste):
| Nombre            | Coordenadas                   | Altura  |
| ----------------- | ----------------------------- | ------- |
| Mons Hadley       | 26°41′N 4°07′E / 26.69, 4.12  | 4 800 m |
| Mons Hadley Delta | 25°43′N 3°43′E / 25.72, 3.71  | 3 500 m |
| Mons Bradley      | 21°44′N 0°23′E / 21.73, 0.38  | 4 200 m |
| Mons Huygens      | 19°55′N 2°52′O / 19.92, -2.86 | 5 500 m |
| Mons Ampère       | 19°19′N 3°43′O / 19.32, -3.71 | 3 000 m |
| Mons Wolff        | 16°53′N 6°48′O / 16.88, -6.80 | 3 500 m |

Mons Hadley y Mons Hadley Delta sirvieron de escenario durante la misión Apolo 15 apareciendo en numerosas imágenes tomadas de aquel acontecimiento.

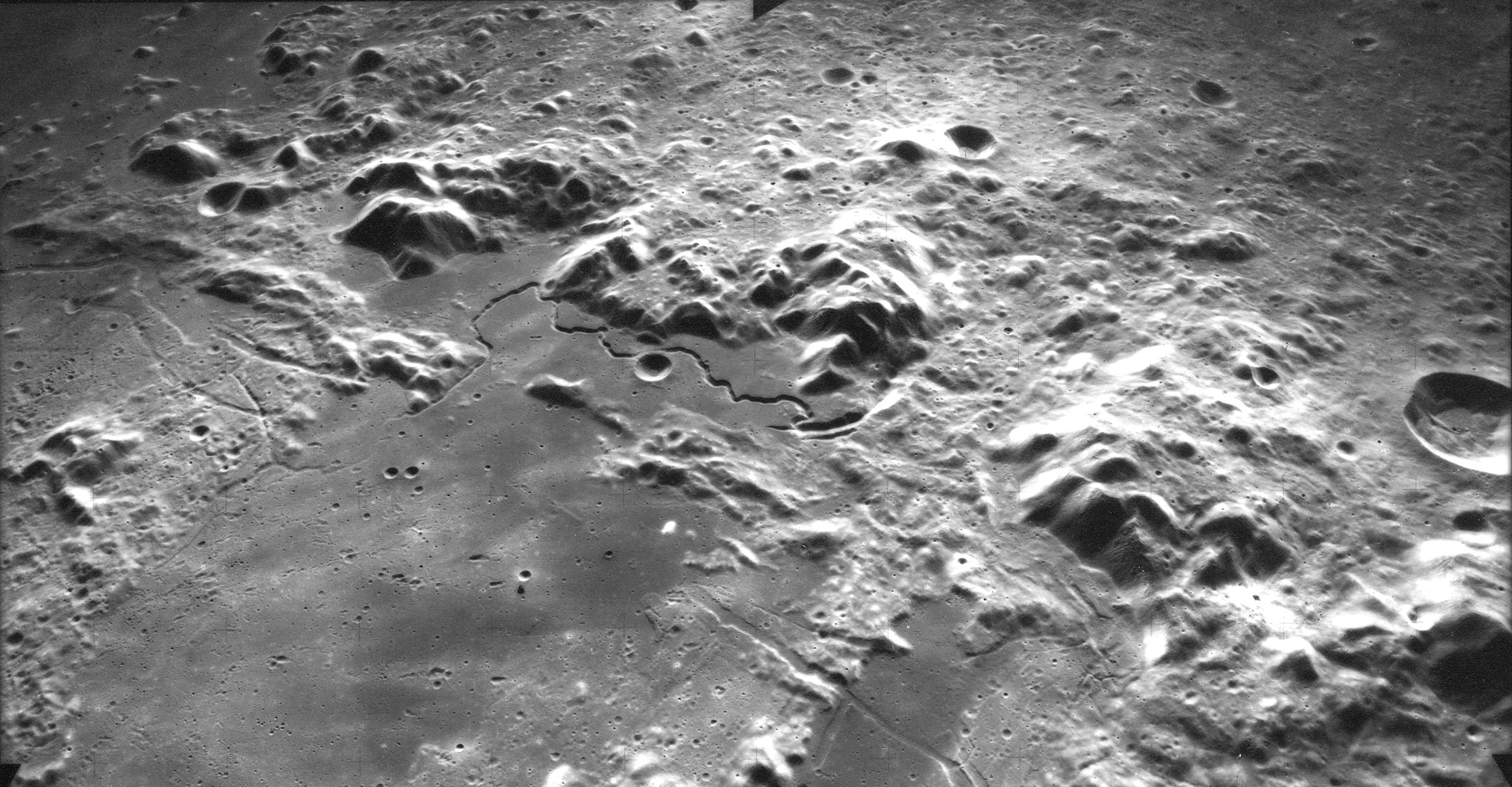
Vista del extremo norte de los Montes Apenninus, con el lugar del alunizaje del Apolo 15 en la izquierda de la imagen, al lado de la Rima Hadley y entre los montes Hadley y Hadley Delta.